# Клещук, Станислав Вячеславович
Станислав Вячеславович Клещук (бел. Станіслаў Вячаслававіч Кляшчук; род. 11 апреля 2000, Ивацевичи, Брестская область) — белорусский футболист, вратарь клуба «Гомель».

## Карьера

### «Динамо» Минск

#### Аренда в «Чисть»
Воспитанник минского «Динамо». В 2018 году стал выступать в дублирующем составе минчан. В августе 2018 года отправился в аренду в «Чисть». Дебютировал за клуб 4 августа 2018 года в матче против мозырской «Славии». С первых же матчей за клуб стал основным вратарём, однако занял с клубом последнее место в турнирной таблице и покинул Первую Лигу. По окончании аренды покинул клуб. По возвращении в «Динамо» продолжал выступать за дублирующий состав.

#### Аренда в «Смолевичи»
В июле 2019 года отправился в аренду в «Смолевичи». За основную команду так и не дебютировал, проведя весь сезон в клубе на скамейке запасных. Вместе с клубом стал серебряным призёром Первой Лиги. По окончании аренды покинул клуб.

#### Аренда в «Крумкачы»
В феврале 2020 года находился на просмотре в «Крумкачах», а вскоре стал выступать за клуб на правах аренды. Дебютировал за клуб 26 апреля 2022 года в матче против светлогорского «Химика», выйдя на замену на 82 минуте. Свой первый полноценный матч сыграл 17 мая 2020 года против новополоцкого «Нафтана», не пропустив ни одного гола. Вместе с клубом стал бронзовым призёром Первой Лиги, получив право на участие в стыковых матчах за получение путёвки в Высшую Лигу. Однако незадолго до того футболист был исключен из заявки. По окончании аренды покинул клуб. По возвращении в «Динамо» продолжал выступать за дублирующий состав.

#### Аренда в «Энергетик-БГУ»
В феврале 2022 года отправился в аренду в «Энергетик-БГУ». Дебютировал за клуб 17 июня 2022 года в матче против бобруйской «Белшины». По ходу сезона футболист так и не смог закрепиться в основной команде клуба, оставаясь лишь резервным вратарём. Всего за клуб провёл матч в Высшей Лиге и ещё две встречи в рамках Кубка Беларуси. По итогу сезона стал серебряным призёром Высшей Лиги.

### «Энергетик-БГУ»
В декабре 2022 года продолжал тренироваться с «Энергетиком-БГУ». В январе 2023 года капитан «студентов» сообщил, что вратарь остаётся в клубе. Позже появилась информация, что с футболистом по окончании контракта с минским «Динамо» будет заключён полноценный контракт. Вскоре официально перешёл в клуб, подписав полноценный контракт с клубом. Первый матч за клуб сыграл 19 марта 2023 года против «Слуцка». Завершил сезон футболист на итоговом предпоследнем месте в чемпионате, отправившись в стыковые матчи за сохранение прописки. По итогу стыковых матчей футболист вместе с клубом уступил «Витебску» и вылетел в Первую лигу. В декабре 2023 года футболист приступил к подготовке к новому сезону в рамках Первой лиги. Также вскоре появилась информация об интересе к игроку со стороны могилёвского «Днепра». В январе 2024 года футболист покинул клуб.

### «Гомель»
В январе 2024 года футболист перешёл в «Гомель», с которым подписал двухлетний контракт.

## Международная карьера
Принимал участие в юношеских сборных Беларуси до 17, до 18, до 19.
В ноябре 2019 года принял участие в товарищеском матче за молодёжную сборную Беларуси против Словакии.